# Nils "Tvilling" Johansson
Nils William "Tvilling" Johansson, född 14 januari 1918 i Snöstorps församling i Halland, död 1 maj 2006 i Martin Luthers församling i Halmstad, var en svensk fotbollsspelare, centerforward. Han spelade i allsvenskan för IS Halmia under sju säsonger 1943–1949 och som trefaldig presslandslagsman. Under 1944–1945 var han sportskribenternas favorit och flermålsskytt för det så kallade Pressens lag, då detta två gånger besegrade Sveriges landslag.

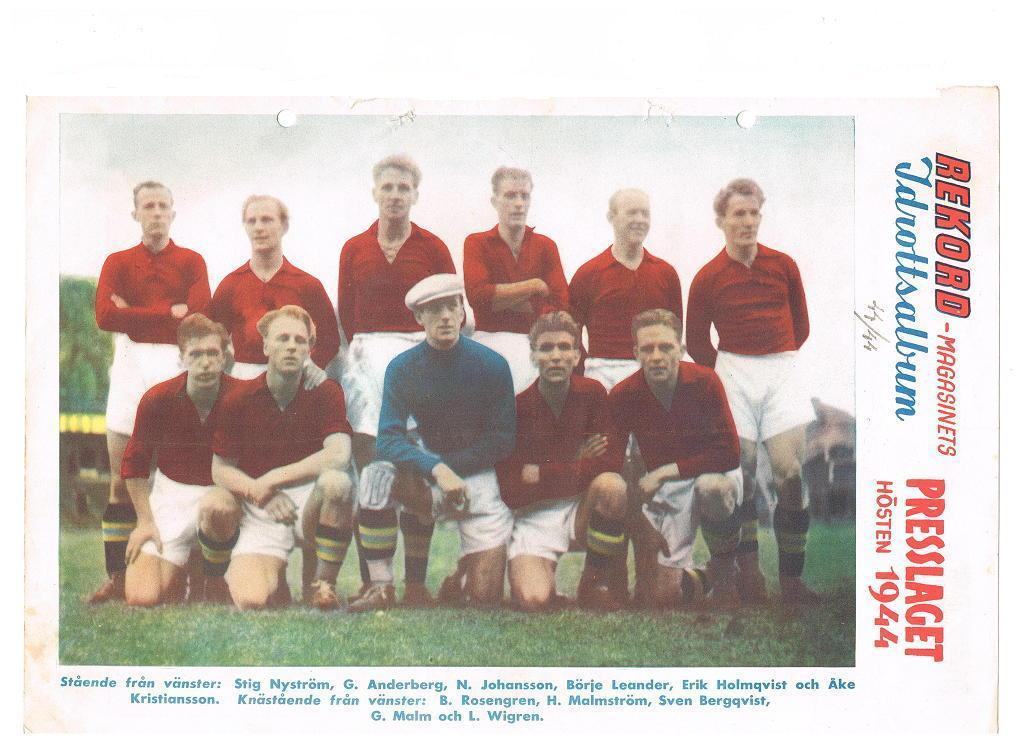
Nils "Tvilling" Johansson i Pressens lag, på Råsunda, den 5 november 1944.

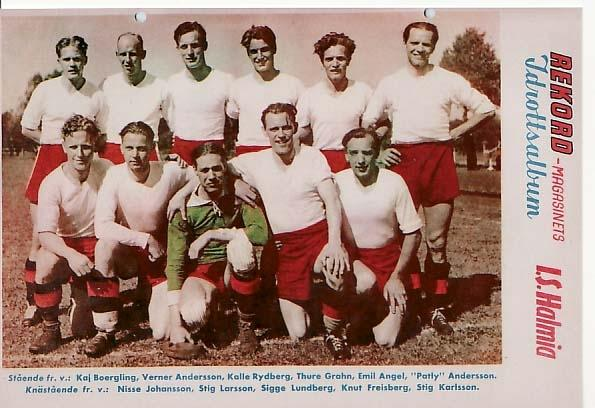
Nils "Tvilling" Johansson i IS Halmia, på Örjans vall, inför den allsvenska säsongen 1943/1944.

Nils "Tvilling" Johansson spelade 111 allsvenska matcher och gjorde 45 mål för IS Halmia under dess storhetstid på 1940-talet. Med en utmärkt teknik och ett ypperligt huvudspel förenade han ett excellent skytte, stor genombrottskraft och en intelligent speluppfattning. En centertank av det gamla slaget, från en tid då ett fotbollslags centerforward inte behövde ägna sig åt någonting annat än att anfalla.
I en omröstning utförd av IS Halmias supporterklubb, har Nils "Tvilling" Johansson utsetts till föreningens genom tiderna främste centerforward.
Hans tvillingbror Åke Johansson spelade för Halmia 1937–1949.